# Любарська сільська рада
Любарська сільська рада (деколи — Любарківська сільська рада) — колишня адміністративно-територіальна одиниця та орган місцевого самоврядування у Базарському, Овруцькому, Малинському, Народицькому районах Коростенської, Волинської округ, Київської й Житомирської областей УРСР та України з адміністративним центром у с. Любарка.

## Населені пункти
Сільській раді на момент ліквідації були підпорядковані населені пункти:
- с. Журавлинка
- с. Калинівка
- с. Любарка
- с. Роги
- с. Северівка

## Населення
Кількість населення ради, станом на 1923 рік, становила 1 617 осіб, кількість дворів — 282.
Кількість населення сільської ради, станом на 1924 рік, становила 1 493 особи.
Станом на 1 жовтня 1941 року в сільраді налічувалось 288 дворів, з 1 173 мешканцями в них, в тому числі: чоловіків — 512 та жінок — 661.
Відповідно до результатів перепису населення 1989 року, кількість населення ради, станом на 1 грудня 1989 року, становила 1 374 особи.

## Історія
Утворена в 1923 році в складі сіл Любарка, Рудня-Любарська (згодом — Нова Любарка), Северка та Хвалибог Базарської волості Овруцького повіту Волинської губернії. 7 березня 1923 року увійшла до складу новоствореного Базарського району Коростенської округи, від 12 січня 1924 року — у складі Народицького району. 1 грудня 1924 року повернута до складу Базарського району. В 1941 році в підпорядкуванні значиться село Червоний Ріг (згодом — Роги).
Станом на 1 вересня 1946 року сільська рада входила до складу Базарського району Житомирської області, на обліку в раді перебували села Любарка, Нова Любарка та хутори Роги, Северівка і Хвалибог.
21 січня 1959 року Базарський район ліквідовано, сільську раду підпорядковано до Народицького району. 5 березня 1959 року до складу ради було включено села Розсохівське, Ганнівка, Лозниця та Нижній Тартак ліквідованої Розсохівської сільської ради Народицького району Житомирської області. 29 червня 1960 року, відповідно до рішення Житомирського облвиконкому № 683 «Про об'єднання деяких населених пунктів в районах області», с. Нова Любарка приєднано до с. Любарка. 7 січня 1963 року до складу ради приєднано села Батьківщина, Гута-Ксаверівська та Рудня-Кам'янка Сарновицької сільської ради Коростенського району Житомирської області. В 1962—1965 роках сільська рада перебувала в складі Овруцького району Житомирської області, в 1965 році — у складі Малинського району Житомирської області, 8 грудня 1966 року сільську раду було повернуто до відновленого Народицького району Житомирської області.
Станом на 1 січня 1972 року сільрада входила до складу Народицького району Житомирської області, на обліку в раді перебували села Батьківщина, Ганнівка, Гута-Ксаверівська, Журавлинка, Лозниця, Любарка, Роги, Розсохівське, Рудня-Кам'янка та Северівка.
3 жовтня 1986 року село Лозниця передане до складу відновленої Розсохівської сільської ради Народицького району Житомирської області. 16 листопада 1994 року сільраді підпорядковано село Калинівку ліквідованої Калинівської сільської ради Народицького району Житомирської області.
Ліквідована 27 грудня 1996 року, відповідно до рішення Житомирської обласної ради, котрим сільську раду ліквідовано, села Журавлинку, Калинівку та Любарку передано до складу Розсохівської сільської ради Народицького району, а села Роги та Северівку було виключено з облікових даних.